# 세인트빈센트 그레나딘 요리

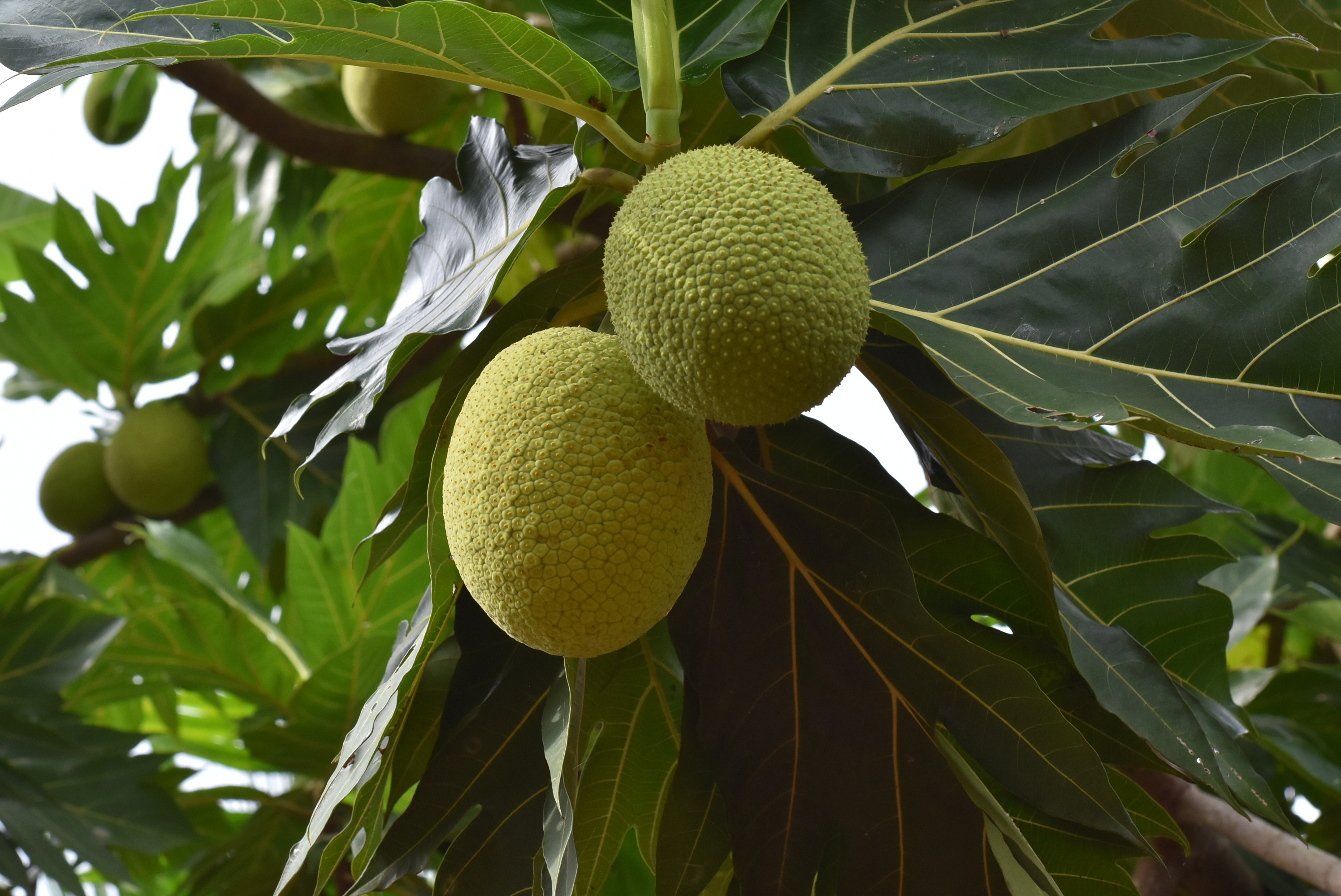
빵나무

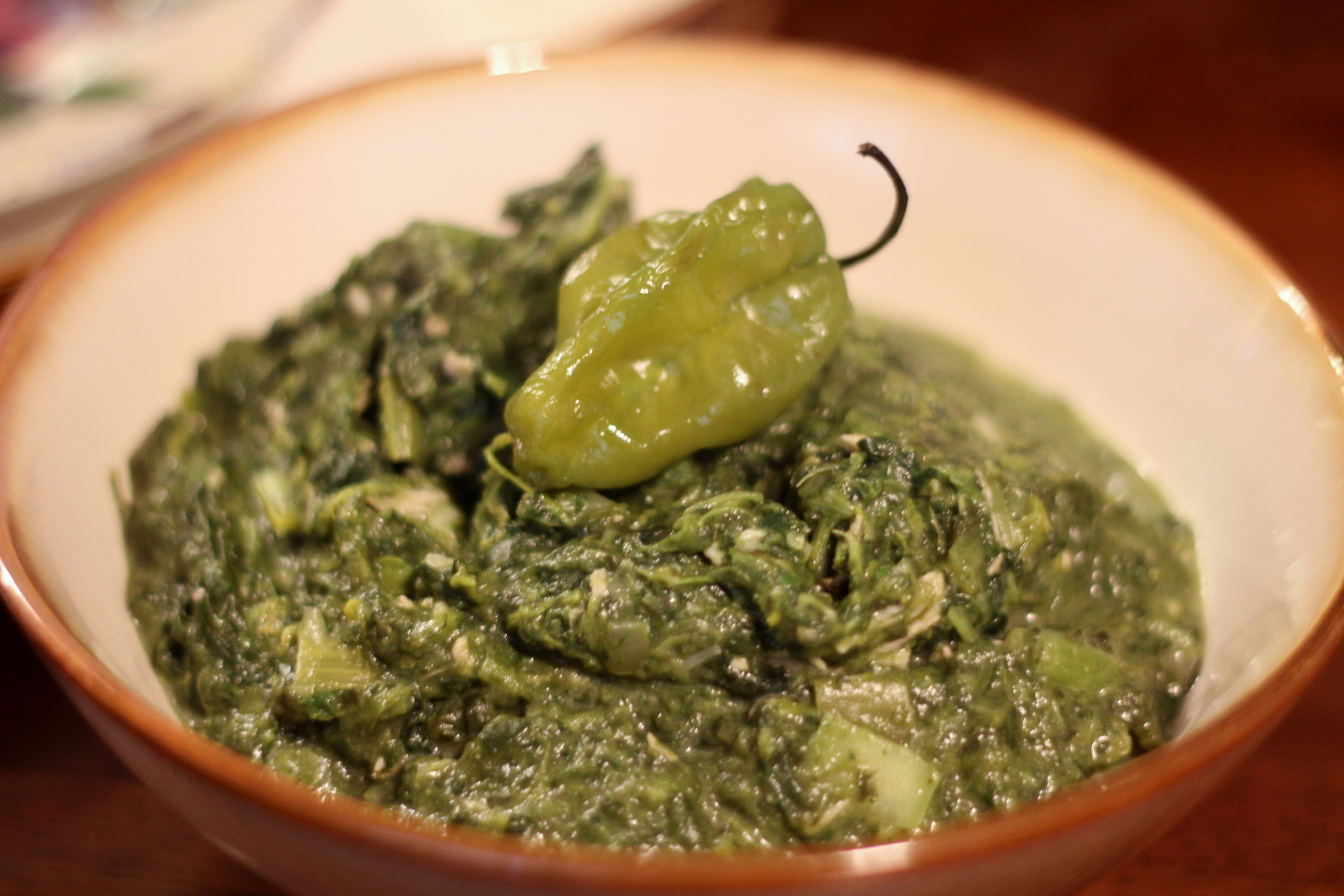
칼랄루

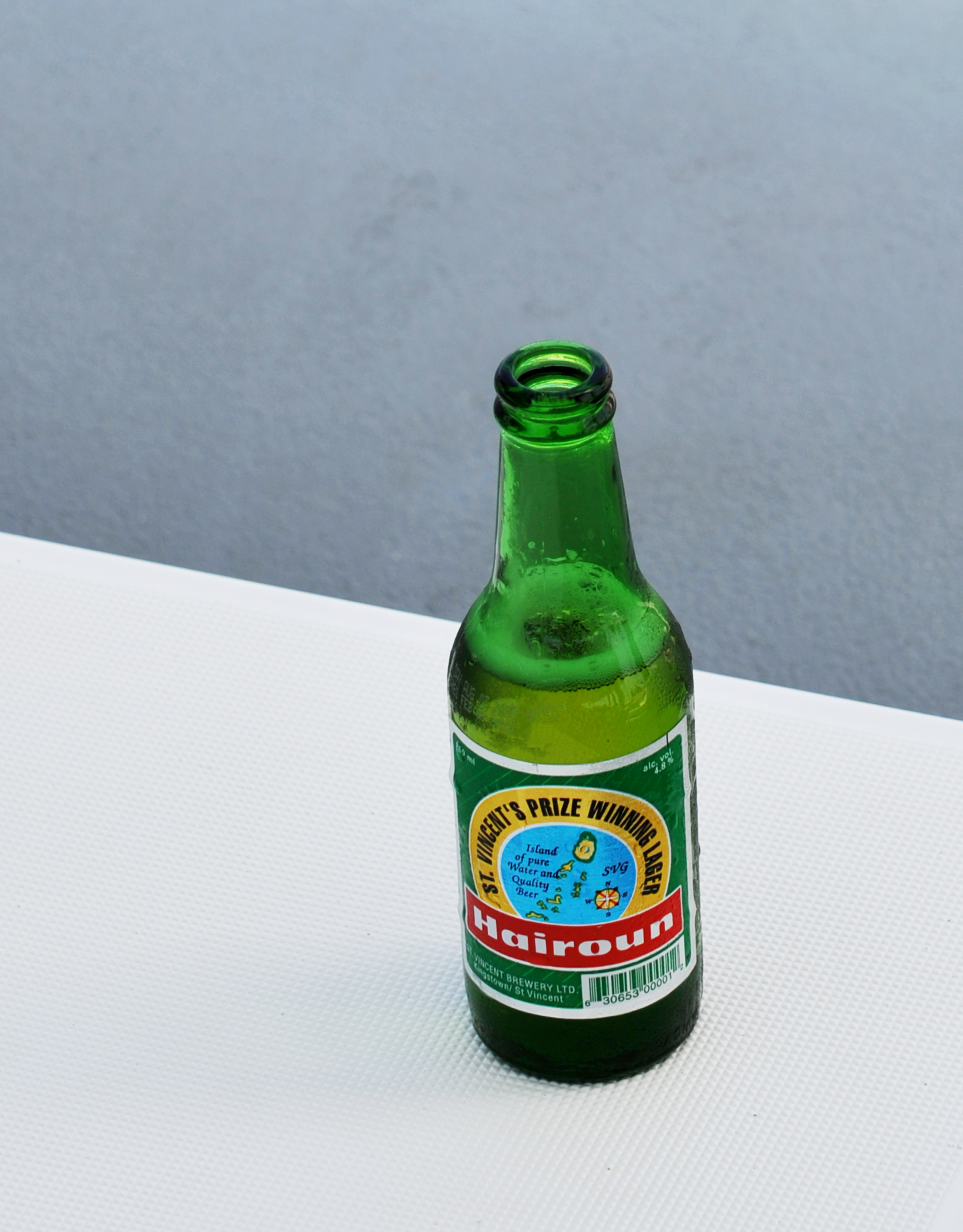

세인트빈센트 그레나딘 요리(Saint Vincent Grenadine 料理, 영어: St Vincentian cuisine 선트 빈센션 퀴진[*])는 카리브 지역에 있는 세인트빈센트 그레나딘의 요리이다.

## 같이 보기
- 카리브 요리